# بول بيزيشن
بول بيزيشن (بالإنجليزية: Pole Position)‏، هي لعبة فيديو يابانية من نوع سباق السيارات، صدرت اللعبة في الأسواق عام 1982، وهي من تطوير ونشر شركة نامكو، وتعمل على منصة نينتندو إنترتينمنت سيستم وصندوق الآركيد.